# Thanjavur

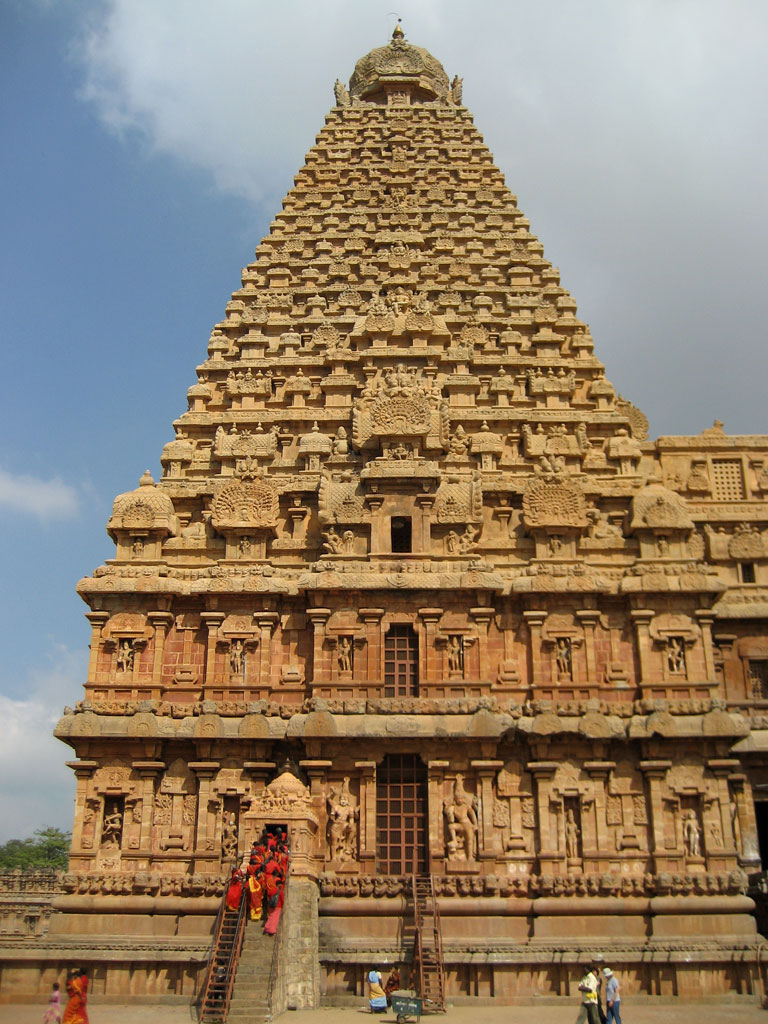
Templo de Brihadisvara em Thanjavur